# 山口享佑子
山口享佑子（8月3日—），日本女性配音員。出身於大阪府。身高163cm。O型血。

## 人物簡介
- 隸屬於賢Production。2013年與同樣隸屬賢Production的同行富田泰代兩人一起組成朗讀組合「凸凹（デコとボコ）」從事紙芝居（紙上劇場）和朗讀[3]。
- 興趣有進化成長的觀察[2]、逛書店、做黏土細工[1]。特長是講關西方言[2]。

## 演出作品
※粗體字表示說明飾演的主要角色。

### 電視動畫
2008年
- 海馬
- 迷宮塔 ～烏魯克之盾～（小孩B）

2009年
- 加奈日記（老奶奶）
- （畢茲·畢特[4][5]）

2010年
- 銀魂（巳厘野道滿〈幼少時期〉）
- 交響情人夢 最終篇（夫人B）
- 變身公主（笹原名月的奶奶）

2011年
- STAR DRIVER 閃亮的塔科特（西森的奶奶）
- 幸福光暈 ～hitotose～（哥哥、女性A）
- 丹特麗安的書架（女人）

2012年
- 夏色奇蹟（居民）

2013年
- 白熊咖啡廳（月子母）
- 紙箱戰機WARS（駄菓子屋的老奶奶）

2015年
- 可塑性記憶（峰子）

2017年
- SUPER LOVERS 2（大友）
- 從前有座靈劍山 通往睿智的資格（小虎的母親）
- 活擊 刀劍亂舞

2023年
- 開闊天空！光之美少女（宮田綠）

### OVA
2016年
- 魔法使的新娘 等待繁星之人（親族女性）[注 1]

### 電影動畫
2010年
- 歡迎來到宇宙秀

### 遊戲
- 弧光幻想曲（日语：アークライズファンタジア）
- 赤紅燈籠與妖怪們（遠近秋良〈幼少時期〉[6]）
- 幻想水滸傳狂想曲（日语：Rhapsodia）（艾德麗安、米蘭達）
- 倭人異聞錄 ～晨曦時，夢見兮～（日语：倭人異聞録 〜あさき、ゆめみし〜）（婆様[7]）

### 外語配音

#### 電影
- Lost in the Dark（英语：Lost in the Dark (2007 film)）

## 腳註

### 來源
1. 1 2 3 4 5 6  . 日本藝人名鑑.   [2017-01-02]. （原始内容存档于2021-04-14） （日语）.
2. 1 2 3 4  . 賢Production.   [2016-08-27]. （原始内容存档于2016-08-16） （日语）.
3. ↑  . 富田泰代的公式個人部落格. 2013-05-13  [2016-08-27]. （原始内容存档于2016-04-20） （日语）.
4. ↑  . 電視動畫公式官網.   [2016-08-27]. （原始内容存档于2016-01-22） （日语）.
5. ↑  . AnimateTV. 2010-02-03  [2016-08-27]. （原始内容存档于2016-10-10） （日语）.
6. ↑  《B's-LOG》2014年2月號，enterbrain，2013年12月21日。
7. ↑  . 『倭人異聞錄 ～晨曦時，夢見兮～』公式官網.   [2016-08-27]. （原始内容存档于2016-03-11） （日语）.

## 外部連結
- 賢Production公式官網的聲優簡介 （页面存档备份，存于） （日語）
- 山口享佑子的X（前Twitter） （日語）
- 山口享佑子 （页面存档备份，存于） （日語）－日本藝人名鑑。